# Afrephialtes cicatricosus
Afrephialtes cicatricosus là một loài tò vò trong họ Ichneumonidae.